# Soós Béla (egyháztörténész)
Soós Béla (Rákoscsaba, 1896. május 6. – Debrecen, 1945. augusztus 6.) református egyháztörténész, egyetemi tanár.

## Életpályája
Teológiai tanulmányait a kolozsvári református teológiai akadémián végezte 1914–1918 között. 1918–1924 között segédlelkész volt Brassóban és Kézdivásárhelyen, majd lelkész Árapatakon. 1924-ben el kellett hagynia Erdélyt, 1924–1925-ben a pécsi egyetemen tanult. 1925–1933 között gimnáziumi tanár Hajdúnánáson, Debrecenben, majd tanítóképző-intézeti tanár ugyanott, 1933–1942 között református lelkész Debrecenben. 1928-ban teológiai doktorátust, 1934-ben egyetemii magántanári képesítést szerzett egyháztörténetből a debreceni egyetemen.  Ugyanitt 1938–1942 között az egyháztörténet helyettes tanára, majd 1942-től haláláig nyilvános rendes tanára.

## Munkássága
Főként a reformáció egyes kérdéseivel és bibliamagyarázatokkal foglalkozott. 1931–1933 között a Protestáns Tanügyi Szemle szerkesztője volt.

### Művei
- Melius Péter szentháromságtana. Adalék a magyar református theológiai gondolkodás kialakulásának történetéhez (Debrecen, 1930)
- Zwingli és Luther találkozása Marburgban (Debrecen, 1932)
- Zwingli Ulrik küzdelmei a római katolikus egyház ellen 1519-1524-ig (Debrecen, 1935)
- Negyven bibliamagyarázati vázlat Lukács evangéliuma alapján (Debrecen, 1936)
- Zwingli és Kálvin (Kálvin és a kálvinizmus, Debrecen, 1936)